# وارطان هاکوبیان (شاعر)
وارطان (سلاویک) سارگسی هاکوبیان (ارمنی: Վարդան (Սլավիկ) Սարգսի Հակոբյան؛  زادهٔ ۲۱ مهٔ ۱۹۴۸ - درگذشته ۲۸ فوریهٔ ۲۰۲۳) شاعر، نویسنده و نمایشنامه‌نویس اهل ارمنستان بود.

## زندگی‌نامه
وی در ۲۱ مهٔ ۱۹۴۸ در کارینگ به دنیا آمد و از دانشگاه تربیت مدرس جمهوری آذربایجان فارغ‌التحصیل گشت. وی عضو اتحادیه نویسندگان ارمنستان بود و در روزنامه آزات آرتساخ فعالیت می‌کرد. وی همچنین برندهٔ جوایزی همچون مدال گارگین نژده، چهره فرهنگی شایسته جمهوری ارمنستان و مدال طلای وزارت فرهنگ جمهوری ارمنستان شده‌است. وی در ۲۸ فوریهٔ ۲۰۲۳ در سن ۷۴ سالگی در استپاناکرت درگذشت.

## آثار
- سراینده سرود ملی جمهوری آرتساخ آزات او آنکاخ آرتساخ (ارمنی: Ազատ ու անկախ Արցախ)